# ملحق ديني

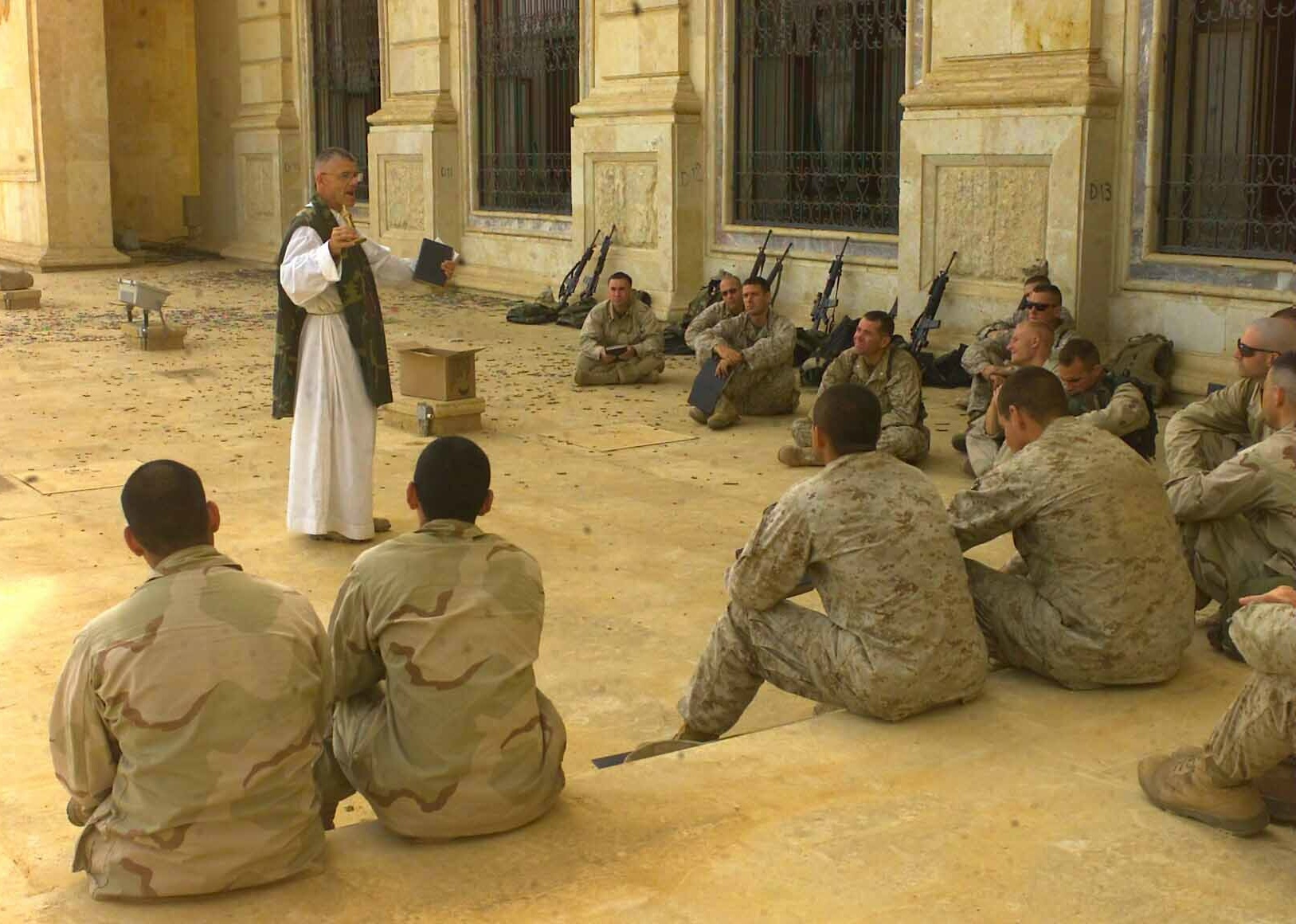

القَسّ المُلحق أو الملحق الديني بالمعنى التقليدي رجل دين (مثل قسيس أو راهب أو كاهن أو إمام أو حاخام) أو ممثلاً غير رسمي عن السلطة الدينية يعمل مع جهة رسمية غير دينية كأن يعمل في مشفى أو سجن أو وحدة عسكرية أو مدرسة أو اتحاد عمال أو شركة أو جامعة أو قسم شرطة أو إطفاء أو مصلى كنسي خاص.
بالرغم من أن المصطلح ظهر في البداية للإشارة إلى ممثلي الدين المسيحي بشكل خاص، إلا أن المعنى توسع لينطبق على ممثلي الأديان أو التقاليد الفلسفية الأخرى، مثل حالة الممثلين الدينيين الذين يخدمون مع الجيش الأميركي والعدد المتزايد من أقسام العبادة الملحقة بالجامعات الأميركية، خلال الفترة الأخيرة تلقى الكثير من الأشخاص غير المنتمين إلى جهة دينية تدريباً مهنياً دينياً وأصبحوا يعملون كملحقين دينيين في المدارس والمشافي والشركات والجامعات والسجون وفي أماكن أخرى إلى جانب -أو بدلاً عن- الأعضاء الرسميين في السلطات الدينية، كما يبدو أن مفاهيم جديدة مثل الفريق متعدد المذاهب، أو الملحق العلماني أو الإنساني بدأت تزداد انتشاراً وخصوصاً ضمن الأجواء التربوية وفي المؤسسات الصحية.

## أنواع ومجالات الخدمة الكهنوتية

### التربية
يعتبر وجود الكاهن أو الممثل الديني أمراً ثابتاً في المدارس الدينية، كما أصبح هذا الأمر منتشراً بشكل متزايد في المدارس العلمانية، في المدارس الدينية يكون دور هذا الملحق الديني هو الإشراف على الجوانب التربوية والطقوس الدينية، أما في المدارس العلمانية فيكون دوره توفير الإرشاد وخدمات التوجيه الديني.
يقدم الممثلون الدينيون العناية للتلاميذ من خلال دعمهم في أوقات الأزمات والحاجة، يدير الكثير من هؤلاء الممثلين الدينيين برامج ونشاطات من أجل رعاية التلاميذ والكادر وحتى الأهالي، من ضمنها برامج لمساعدة التلاميذ على التعامل مع الحزن أو الغضب أو الاكتئاب.
يبني الممثلون الدينيون أيضاً علاقات مع التلاميذ من خلال المشاركة في نشاطات خارج صفية مثل الوجبات المشتركة والمجموعات الرياضية، كما يمكن أن يتعاونوا مع منظمات خارجية من أجل تقديم خدمات لدعم المدرسة، مع ازدياد الضغوط المالية على المدارس المستقلة بسبب ركود المدخول وارتفاع الأسعار المتزايد، قد يبدو الاستغناء عن المرشد الديني حركة بسيطة وسريعة لتقليص المصاريف، تمتلك العديد من المدارس في الوقت الحالي أقساماً لدعم التلاميذ بها عدد من المرشدين الذين يعملون على العناية بالتلاميذ ومساعدتهم لكنهم لا يقدمون أي إرشاد ديني أو روحي بسبب تعدد الثقافات وتنوع الآراء حول الأديان والعقائد.
في أستراليا يأتي تمويل الممثلين الدينيين من الحكومة الفدرالية والمجتمع المحلي منذ عام 2007 ما يعتبر أمراً مثيراً للجدل، يقوم المرشدون الدينيون بمساعدة المجتمعات المحلية للمدارس على دعم الصحة العاطفية والاجتماعية والروحية للتلاميذ، يتم تقديم الخدمات الدينية من قبل شركات غير طائفية.
في آب أغسطس من عام 2013 تم تسجيل وجود 2339 مرشدًا دينيًا يعمل في مدارس أستراليا العلمانية، بالإضافة إلى 512 عاملًا في مجال العناية بالتلاميذ، سوف تخسر المدارس الأسترالية خيار تعيين عمال رعاية اجتماعية علمانيين تحت بنود برنامج الرعاية الكهنوتية المدرسية الوطني، والذي من أجله أوجدت حكومة أبوت 245 مليون دولار في تمويل موازنة عام 2014.
بشكل مشابه، يرتكز عمل المرشدين الدينيين في المدارس الإسكتلندية على العناية بالتلاميذ وبناء علاقات إيجابية بينهم من خلال النشاطات الخارجية مثل الرحلات والوجبات المشتركة، يعتبر المرشدون الدينيون غير طائفيين هنا أيضاً ويلعبون دور صلة الوصل بين مجتمع المدرسة والمجتمع الخارجي، وكما هو الحال في أستراليا يُتوقع من المرشدين الدينيين الإسكتلنديين ألا يحاولوا جذب التلاميذ إلى دين معين، أما في أيرلندا يتخذ مجال العمل هذا وسائل عمل مختلفة إذ يجب على المرشدين الدينيين إعطاء دروس أسبوعية قد تصل إلى أربع ساعات في الأسبوع وهي عادة ما تكون حول الدين الكاثوليكي، كما تتضمن واجباتهم زيارة المنازل والخدمات الدينية ونشاطات الاحتفالات والعطل بالإضافة إلى الإرشاد والتوجيه.
بالنسبة إلى التعليم العالي، يتم تعيين المرشدين الدينيين من قبل العديد من الجامعات، في بعض الأحيان يعمل هؤلاء المرشدون لصالح المعهد العلمي بشكل مباشر، وفي أحيان أخرى يعملون كممثلين لمنظمات منفصلة تختص في مجال دعم الطلاب، مثل منظمة هيلل إنترناشونال اليهودية ومراكز نيومان الكاثوليكية.
في الولايات المتحدة، تقوم الجمعية الوطنية لكهنة الكليات والجامعات بالعمل لدعم جهود العديد من هؤلاء المرشدين الدينيين، وتساعد هؤلاء المرشدين الدينيين على تقديم الإرشاد الديني الموجه تبعاً لدين كل فرد من الطلاب والكادر التعليمي والموظفين، بالتزامن مع نشر وتشجيع التفاهم بين الأديان.
عادة ما يقوم المرشدون الدينيون بالإشراف على برامج ونشاطات تفيد في تعزيز التعاون والانسجام الروحي والأخلاقي والديني والسياسي والثقافي، في كل يوم تستجيب المجتمعات المحلية للعديد من الكوارث والحالات الطارئة، عادة ما يتم التعامل مع هذه الأزمات بشكل فعال على الصعيد المحلي، لكن بعض الحالات قد تحتاج إلى مقاربة جماعية تتضمن تعاوناً من قبل أشخاص ينتمون إلى: 1. سلطات إدارية متعددة، 2. مزيج من الاختصاصات والمجالات المهنية، 3. مستويات مختلفة من السلطة الحكومية، 4. منظمات غير حكومية، 5. ممثلين عن القطاع الخاص.

### المجال البرلماني
تقوم بعض الدول مثل الولايات المتحدة الأميركية والمملكة المتحدة بتعيين ملحقين دينيين للعمل في الهيئات البرلمانية مثل مجلس الشيوخ ومجلس النواب الأميركيين، بالإضافة إلى افتتاح الجلسات بالصلاة، يعمل هؤلاء الكهنة على تقديم الاستشارات والإرشاد الديني للنواب وموظفيهم وعائلاتهم، بالإضافة إلى تنسيق وجدولة زيارات المستشارين الدينيين الضيوف الذين قد يقدمون الصلاة الافتتاحية، بالإضافة إلى تنظيم -أو حتى إجراء- الزواج ومراسم التأبين والعزاء لأعضاء المجلس النيابي وطاقم عملهم وعائلاتهم، كما ينظم هؤلاء الممثلون الدينيون القدّاسات ومجموعات الدراسة الدينية واجتماعات الصلاة وبرامج العطل ومشاريع التربية الدينية على حد سواء.

### السجون
قد يمثل المرشدون الدينيون في السجون «صمام أمان من خلال الاستماع والتدخل الاجتماعي الإيجابي» في المواقف الخطرة والمهددة بالانفجار، كما يقللون من انتكاس المسجونين وعودتهم إلى حياة الجريمة من خلال ربطهم بجهات مجتمعية داعمة بالإضافة إلى العمل الذي يقدمونه لمساعدة مرتكبي الجرائم على تصفية قلوبهم وعقولهم وتعديل مسارات حياتهم.
من الأمثلة الشهيرة على كهنة السجون نذكر الحبر اليهودي فيليب آر ألستات (1891 – 1976) الذي عمل في مشافي نيويورك ودور رعاية المسنين فيها بالإضافة إلى عمله 30 عاماً كملحق ديني يهودي في مؤسسة احتجاز مانهاتن سيئة السمعة والمعروفة باسم «القبور». وصف عمله في إحدى المرات بما يلي: «أهدافي هي ذاتها أهداف سلطات السجن، وهي الحصول على أشخاص أفضل، لكن الفرق الوحيد هو أن وسائلهم هي الانضباط والأمن والقضبان المعدنية، أما وسائلي فهي سبل الرعاية الروحية التي تعمل في العقل والقلب».
في كندا عام 2013، مُنح عقد بقيمة مليوني دولار للخدمات الدينية في السجون الفدرالية إلى شركة كايروس نوما للخدمة الكهنوتية، وهي شركة حديثة العهد مكونة من 5 كهنة سجون حاليين وسابقين، كما يذكر أن نحو 2500 متطوع ينتمي الكثير منهم إلى الأقليات الدينية يرغبون أيضاً في متابعة تقديم خدماتهم.
لكن المعلومات المتوفرة عن الدور الذي يلعبه الكهنة والمتطوعون العاملون ضمن السجون ما تزال محدودة، أُجريت دراسة نوعية استطلاعية للبحث في الخدمة الكهنوتية ضمن السجون من قبل د. ليندزي كاري ود. لورا تشادا من جامعة لا تروب الأسترالية، وصلت هذه الدراسة إلى أن دور الخدمة الدينية للسجون مهم في مساعدة المساجين على التأقلم خلال فترة محكوميتهم وتسهيل عودة اندماجهم في المجتمع، لكن الدراسة أشارت أيضاً إلى وجود عدد من الحواجز التي تعيق دور المرشدين الدينيين من أداء واجباتهم في إعادة تأهيل المساجين على أكمل وجه، ما يؤثر على التطور الشخصي للمساجين ويمثل تحدياً لفعالية الأهداف الحكومية لإعادة التأهيل.